# Изоникотинамид
Изоникотинамид — органическое соединение, амид изоникотиновой кислоты (пиридин-4-карбоксиамид), является структурным изомером никотинамида. Несмотря на схожесть структуры, проявляет антивитаминные свойства.

## Получение
Изоникотинамид образуется при гидролизе 4-нитрилпиридина.

## Биологические свойства
Обладает более выраженным антивитаминным воздействием, чем изоникотиновая кислота, является антиподом никотинамида (витамина PP).

## Применение
Используется в синтезе гидразида изоникотиновой кислоты (ГИНК).